# Batalla de Huaqui
La batalla de Huaqui o Guaqui, también conocida como la batalla del Desaguadero, la batalla de Yuraicoragua o el desastre de Huaqui fue un enfrentamiento militar ocurrido el 20 de junio de 1811, en las entradas norte y sur de la quebrada de Yuraicoragua, a 8 km al oeste del pueblo de Guaqui, intendencia de La Paz, en el que el Ejército Real del Perú venció al ejército de las provincias rioplatenses, autodenominado Ejército Auxiliar y Combinado del Perú, y que puso fin a la llamada primera expedición auxiliadora al Alto Perú, «sellando para siempre la escisión entre el Río de la Plata y el Alto Perú».

## Antecedentes
Dos hechos políticos de importancia se produjeron en el Alto Perú. El 14 de septiembre de 1810, Francisco del Rivero depuso al gobernador de Chuquisaca y se adhirió a la junta de Buenos Aires. Lo mismo ocurrió en Oruro el 6 de octubre. El 22 del mismo mes, ambas intendencias unieron sus fuerzas para cerrar por el norte toda ayuda que Goyeneche pudiera enviar a Nieto. El 27 de octubre de 1810, Balcarce fue rechazado por las fuerzas de José Córdoba y Rojas en el llamado Combate de Cotagaita que Castelli definió como "falso ataque". La vanguardia volvió a Tupiza y para acercarse más al ejército que avanzaba desde el sur se desplazó hacia Nazareno. Castelli envió doscientos hombres y dos cañones a marchas forzadas. El 7 de noviembre de 1810, reforzado con esas fuerzas que llegaron el día anterior, Balcarce logró derrotar a Córdoba y Rojas en la batalla de Suipacha, primer triunfo del Ejército Auxiliar del Perú. "Suipacha no fue más que un combate parcial entre dos pequeñas divisiones de vanguardia". Una semana después de Suipacha, el 14 de noviembre, las fuerzas combinadas de Chuquisaca y Oruro, al mando de Esteban Arze, derrotaron a la columna de Fermín Piérola en la planicie de Aroma. La acumulación de todos estos hechos pulverizó el dominio del virrey Abascal sobre el Alto Perú.
El avance de las tropas del gobierno de Buenos Aires continuó hacia el norte del Alto Perú, hasta el límite con el Virreinato del Perú y ambos bandos se acercaron a una zona casi triangular cuyos vértices eran: Puente del Inca sobre el río Desaguadero, la localidad de Huaqui sobre el borde del lago Titicaca al este y la localidad de Jesús de Machaca al sureste. Este fue el teatro de operaciones donde tuvo lugar la batalla.

## Incidentes previos
El 11 de abril de 1811, una patrulla de la vanguardia del Ejército Auxiliar y Combinado, integrada por doce Húsares de La Paz, al mando del teniente Bernardo Vélez, recorría las cercanías del pueblo de Guaqui. Ahí se enteró de que un destacamento de exploración del Ejército Real del Perú se dirigía hacia ese lugar y planeó emboscarla en las afueras del pueblo. Al intentar hacerlo se encontró, sorpresivamente, con un destacamento que tenía unos 100 soldados bien montados y armados. Tras rechazar una intimación de rendición y antes de que esas fuerzas lo pudieran rodear, el teniente Vélez se abrió paso hacia Guaqui y se atrincheró en la iglesia del pueblo. Luego de un enfrentamiento de quince minutos la patrulla de José Manuel de Goyeneche se retiró hacia su base de partida llevándose dos prisioneros. Por orden de Castelli, Díaz Vélez envió un emisario con una nota de protesta y un pedido de devolución de los dos prisioneros. En la nota, Díaz Vélez otorgó un plazo de dos horas para que se retiraran todas las partidas de exploración que pudieran estar al este del río Desaguadero. La respuesta de Goyeneche fue negativa pero devolvió los prisioneros. Por su parte Díaz Vélez ordenó reforzar las avanzadas en la zona de Guaqui. El 23 de abril, desde el campamento de Laja, Castelli envió otro oficio a Goyeneche en el que, mencionando el incidente del 11 de abril , advirtió que había tomado medidas para que se respetaran los antiguos límites virreinales, no se interfirieran las operaciones del Ejército Auxiliar al este del río Desaguadero ni se mortificara a los pueblos de indios existentes en esa zona.
El 16 de mayo, mientras Francisco del Rivero avanzaba con el grueso del regimiento de Voluntarios de Caballería hacia su nueva base de operaciones en el pueblo de Jesús de Machaca, una parte de su vanguardia, al mando del capitán de artillería Cosme del Castillo, partió de esa localidad con una pequeña partida de 15 hombres. En el camino hacia el Azafranal se enteró de que una partida de Goyeneche recorría los pueblos de la zona. A unos 14 kilómetros más acá del Azafranal, sobre el río Desaguadero y por propia iniciativa la atacó ocasionándole varios heridos y muertos. Algunos se ahogaron al pretender escapar cruzando el río. Del Castillo no tuvo ninguna baja.

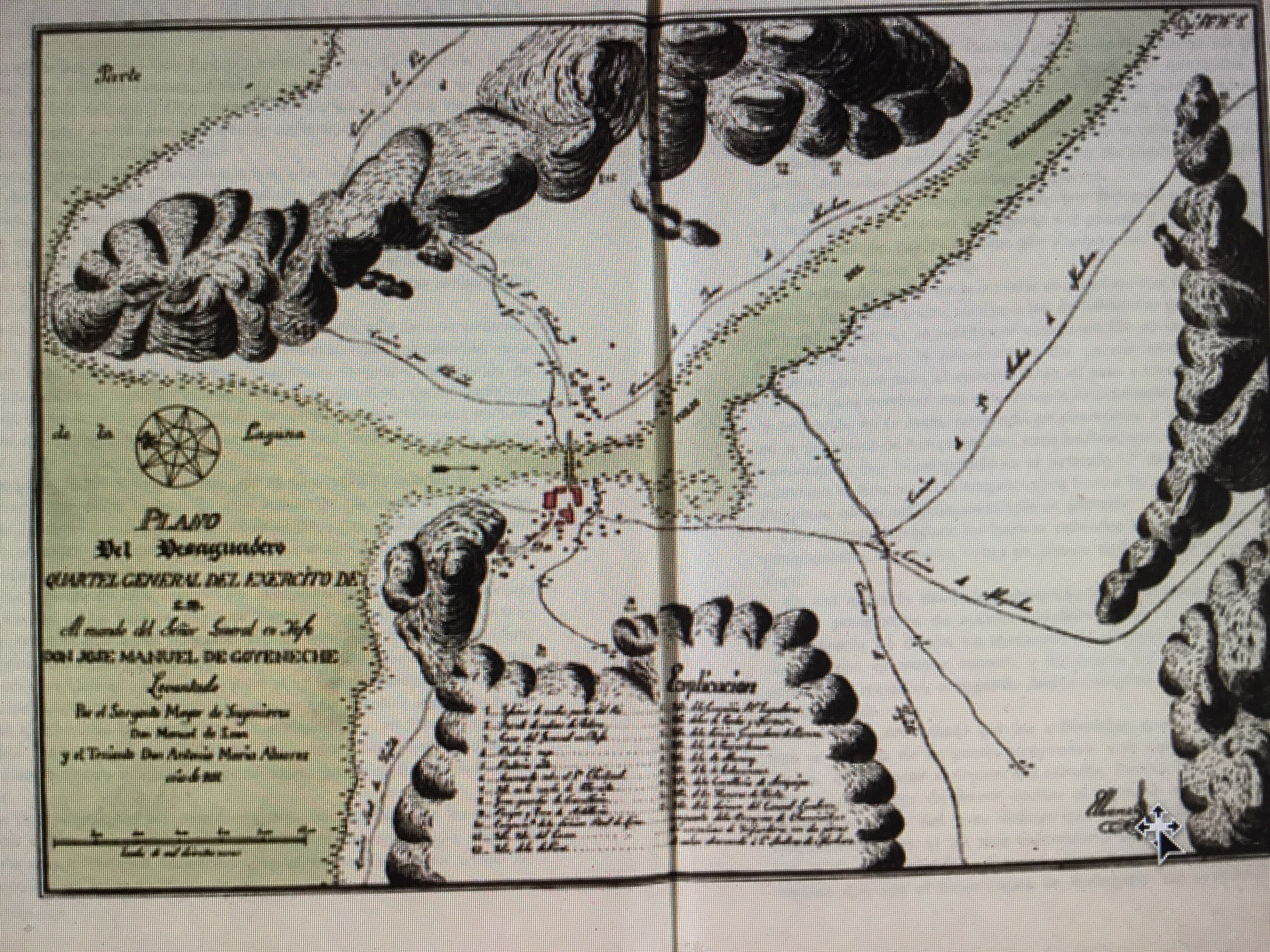
Puente del Inca. Plano levantado por orden de Goyeneche en 1811

Otra partida de 50 hombres, al mando del capitán José González, que había partido de Jesús de Machaca antes que Cosme del Castillo, avanzó unos 70 kilómetros con dirección oeste. Luego de cruzar el río Desaguadero, ya en territorio del Virreinato del Perú, González se enteró de que en el poblado de Pizacoma operaba una patrulla que Goyeneche había enviado para controlar los caminos que desde el suroeste conducían a Puente del Inca y Zepita. Esta patrulla estaba dispersa en tres sectores: unos 25 hombres se encontraban en Pizacoma, otra custodiaba los caballos que pastaban en los valles de la zona y la tercera estaba en el pueblo de Huacullani, a 32 kilómetros al norte de Pizacoma. El 17 de mayo, la caballería cochabambina cayó sorpresivamente sobre Pizacoma logrando capturar casi todas las armas, caballos y monturas, produciendo cuatro muertos y 41 prisioneros. Goyeneche reclamó en vano que devolvieran lo capturado aduciendo que ya regia el armisticio. Por su parte Díaz Vélez justificó la escaramuza diciendo que esas patrullas que salieron de Jesús de Machaca no estaban al tanto del armisticio pactado. Era cierto que Rivero operaba con autonomía y lejos de Castelli ubicado entonces en Laja. Goyeneche acusó a estas fuerzas de no tener “subordinación y disciplina”, de “tumultuarias”, que “ni atendían reclamaciones ni obedecían las órdenes del que las mandaba y dirigía”.
A principios de junio, ya en su cuartel de Huaqui, Castelli ordenó al teniente coronel Esteban Hernández, que con 50 Dragones de la Patria, ubique un puesto de vigilancia adelantado en la pampa de Chiribaya, a unos 5 km hacia el oeste de la salida sur de la quebrada de Yuraicoragua, y a unos 10 km antes de llegar al Puente del Inca. La cercanía de esa vanguardia y, sobre todo, la ambigua redacción del armisticio le permitió a Goyeneche interpretar esa presencia como una violación del tratado por parte de Castelli, por lo que envió una columna de 500 hombres, al mando de Picoaga, con la misión de desalojarla. El 6 de junio de 1811, el capitán Eustoquio Moldes, al mando de 20 soldados, mientras patrullaba la zona, capturó un desertor que le informó el avance de Picoaga. Pese a la advertencia, la pequeña patrulla de Moldes fue localizada y sufrió un ataque esa misma noche. Esta escaramuza nocturna, en medio del frío y la oscuridad, a la que se sumaron las fuerzas de Hernández, terminó con muertos, heridos y prisioneros y la retirada de ambos contendientes que se adjudicaron la victoria. Castelli comunicó al gobierno el incidente doce días después, es decir, al día siguiente de haber recibido la respuesta negativa del Cabildo de Lima a un arreglo pacífico y tras una junta de guerra en la que se decidió iniciar las operaciones militares contra Goyeneche. En el mismo oficio, Castelli informó al gobierno que consideraba que el armisticio estaba roto.

## La batalla

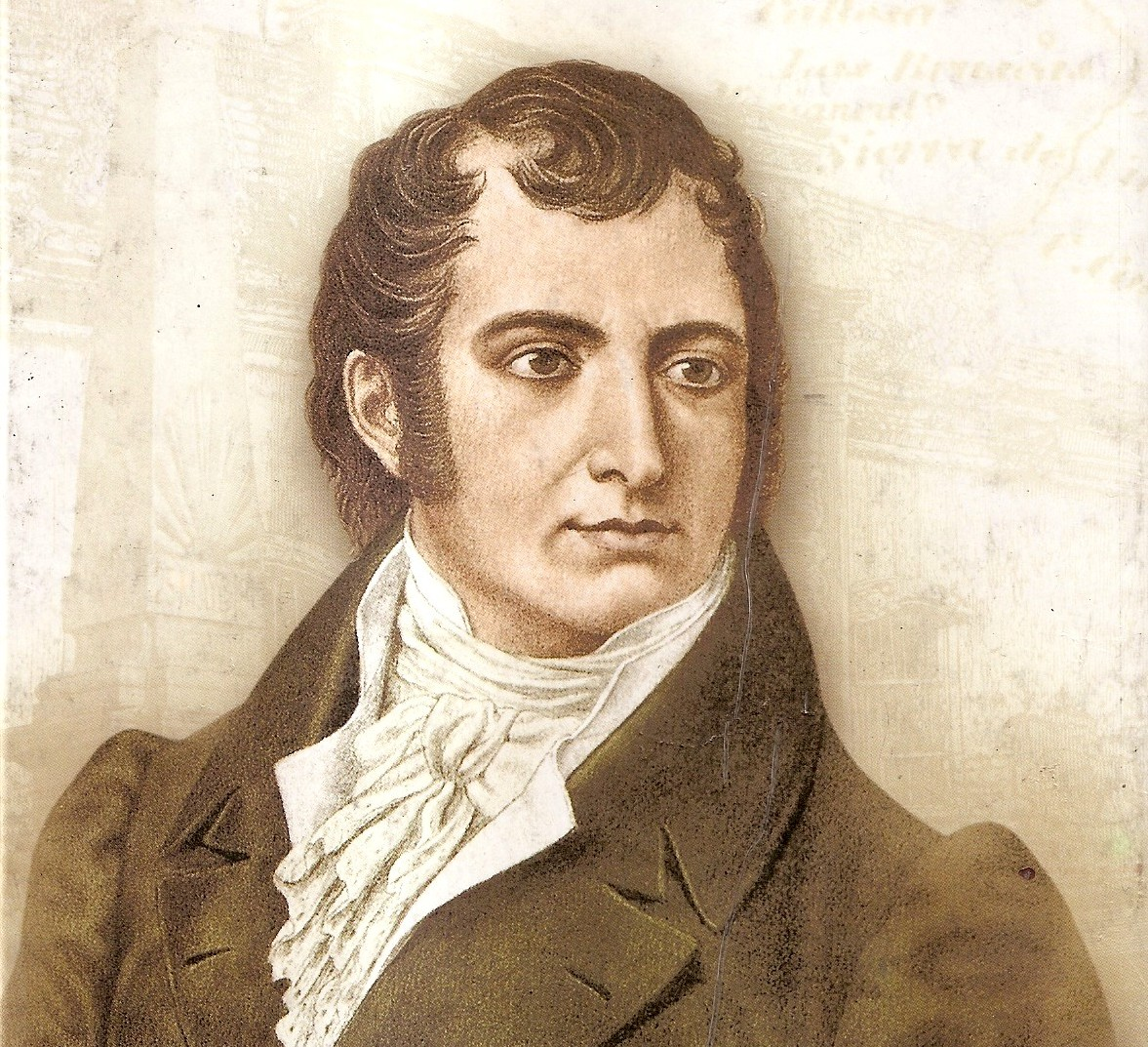
Juan José Castelli.

Después de acampar durante abril y mayo en Laja para reorganizar sus cuadros, incorporar soldados y adiestrarse, el ahora Ejército Auxiliar y Combinado del Perú avanzó hacia el río Desaguadero, llegando a Huaqui a principios de junio de 1811. Díaz Vélez fue ascendido a coronel graduado el 28 de mayo de 1811.
El 18 de junio, mientras aun regía el armisticio que Castelli había firmado con José Manuel de Goyeneche y que probablemente ninguno de los dos pensaba cumplir, Viamonte inició la marcha de aproximación de su división hacia Puente del Inca, sobre el nacimiento del río Desaguadero. Partiendo de Huaqui, su división cruzó de norte a sur la quebrada de Yuraicoragua y estableció su campamento en la salida sur de la misma, donde comienza el llano que da a la pampa de Machaca hacia el este y Chiribaya al oeste. Al día siguiente, la división de Díaz Vélez recorrió el mismo itinerario y llegó al atardecer sumándose a la división de Viamonte. Así, en la noche del 19 de junio, víspera de la batalla, las fuerzas de Castelli estaban dispersas en un amplio abanico: dos divisiones seguían en Huaqui, otras dos divisiones estaban a 10 kilómetros de distancia, en la salida sur de la angosta quebrada de Yuraicoragua y un tercer grupo, la división de caballería al mando de Francisco del Rivero, estaba en el pueblo de Jesús de Machaca, a 18 kilómetros al sureste de las tropas de Viamonte y Díaz Vélez y distante 29 kilómetros de las fuerzas de Castelli. Las unificadas fuerzas de Goyeneche estaban peligrosamente ubicadas a solo 15 kilómetros del campamento de Viamonte.

### Combates en el sur de la quebrada
Al amanecer del día 20, patrullas de seguridad que operaban en la pampa de Chiribaya, llegaron al campamento con la noticia de que a menos de 5 o 6 km avanzaban tropas de infantería, caballería y artillería. Era el ala derecha de Goyeneche al mando de Juan Ramírez Orozco. Díaz Vélez comprendió inmediatamente que toda la planificación del ataque al Desaguadero había quedado obsoleta. Pese a recibir la orden urgente de Viamonte de que su división saliera a contener a Ramírez, Díaz Vélez se dirigió personalmente al puesto de mando de su jefe, «para obviar equivocaciones», proponiendo el inmediato repliegue de las dos divisiones hacia Huaqui y reunirse con González Balcarce ya que no estaba previsto combatir separadamente. Viamonte le respondió que esa propuesta era propia de un cobarde, que el que mandaba era él y que solo debía obedecer. Pese a la extemporánea y violenta respuesta, en la que se notaba la mala relación entre ambos, Díaz Vélez no dijo nada y se retiró para hacerse cargo de su unidad. Viamonte negaría más tarde estas palabras pero los testigos presentes las confirmaron en el juicio, separada y textualmente.
Con una incomprensible demora de 24 horas y con el enemigo a la vista, Viamonte envió al capitán Miguel Araoz con 300 hombres «escogidos» para que ocupara el estratégico cerro ubicado sobre el lado oeste de la salida de la quebrada de Yuraicoragua.
Desde ese cerro se dominaba ampliamente el camino que venía desde el Puente del Inca rumbo a Jesús de Machaca y era ideal para ubicar allí la artillería e impedir el avance enemigo proveniente del Desaguadero por el lado sur del Vilavila. También dominaba el campamento instalado abajo, en la salida sur de la quebrada, y la línea de batalla secundaria integrada por el 2.º batallón del regimiento N.º 6, al mando de Matías Balbastro.  Este batallón debía contener un posible ataque desde el norte, proveniente de Huaqui, sobre la derecha de la línea principal que Viamonte y Díaz Vélez habían formado en la pampa de Chiribaya.

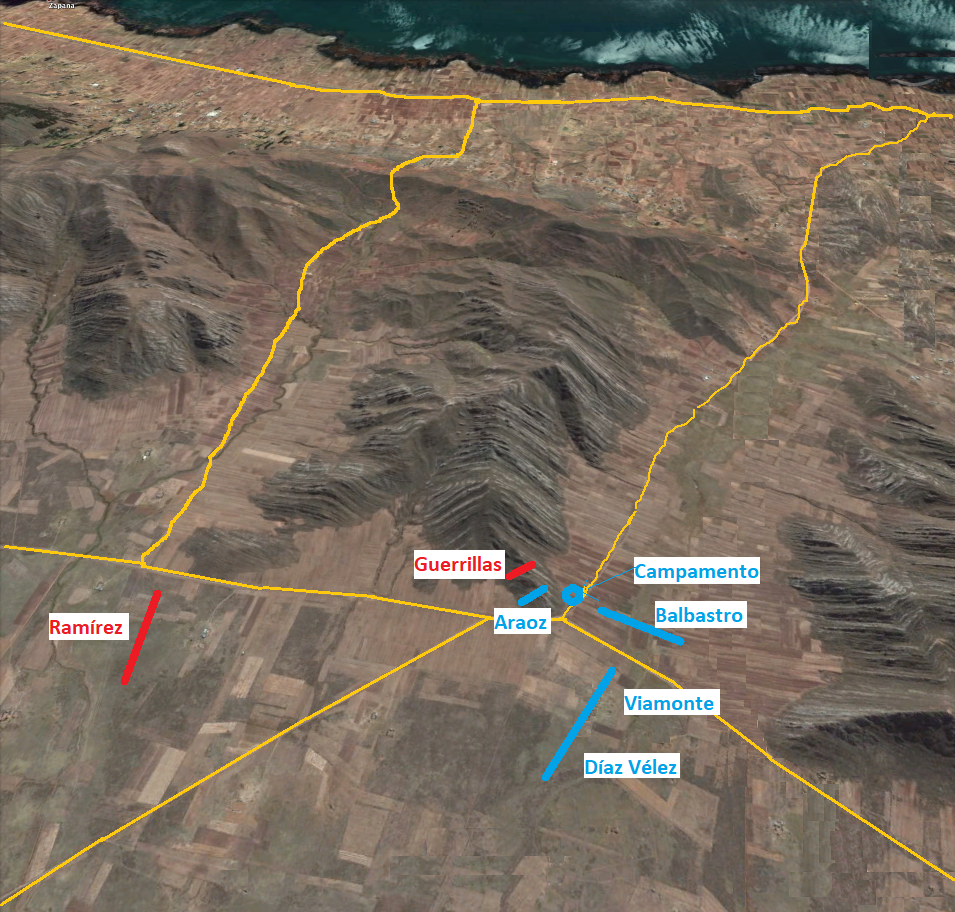
Zona sur quebrada Yuraicoragua. Disposición inicial. Color rojo: Ejército Real del Perú. Color Azul: Ejército Auxiliar y Combinado del Perú

Primera fase: Para cumplir la misión de separar a las divisiones de Viamonte y Díaz Vélez de las fuerzas de Castelli-Balcarce, ubicadas al otro lado de la quebrada, Ramírez tenía que ocupar indefectiblemente ese cerro. A tal efecto ordenó a sus guerrillas avanzadas que lo atacaran mientras el grueso de sus fuerzas se dirigían a ocupar su base.  En la marcha de aproximación por la pampa de Chiribaya tuvo que soportar durante dos kilómetros el fuego impune de la artillería y fusilería que descargaba Araoz desde la cima hasta que pudo llegar a unos cerros de menor altura que le sirvieron de protección.  Por ese punto sus fuerzas salieron a la pampa donde se reorganizaron en escalones para iniciar el combate por el dominio del cerro. Viamonte comprendió que toda la batalla se centraría en sostener esa posición y sus alrededores. Reforzó así las fuerzas de Araoz enviando sucesivas compañías que sacó del primer batallón del regimiento N.º 6 y reforzó la artillería adicionando una culebrina de mayor calibre y un obús. La lucha en ese sector, por el tipo de terreno, fue caótica.

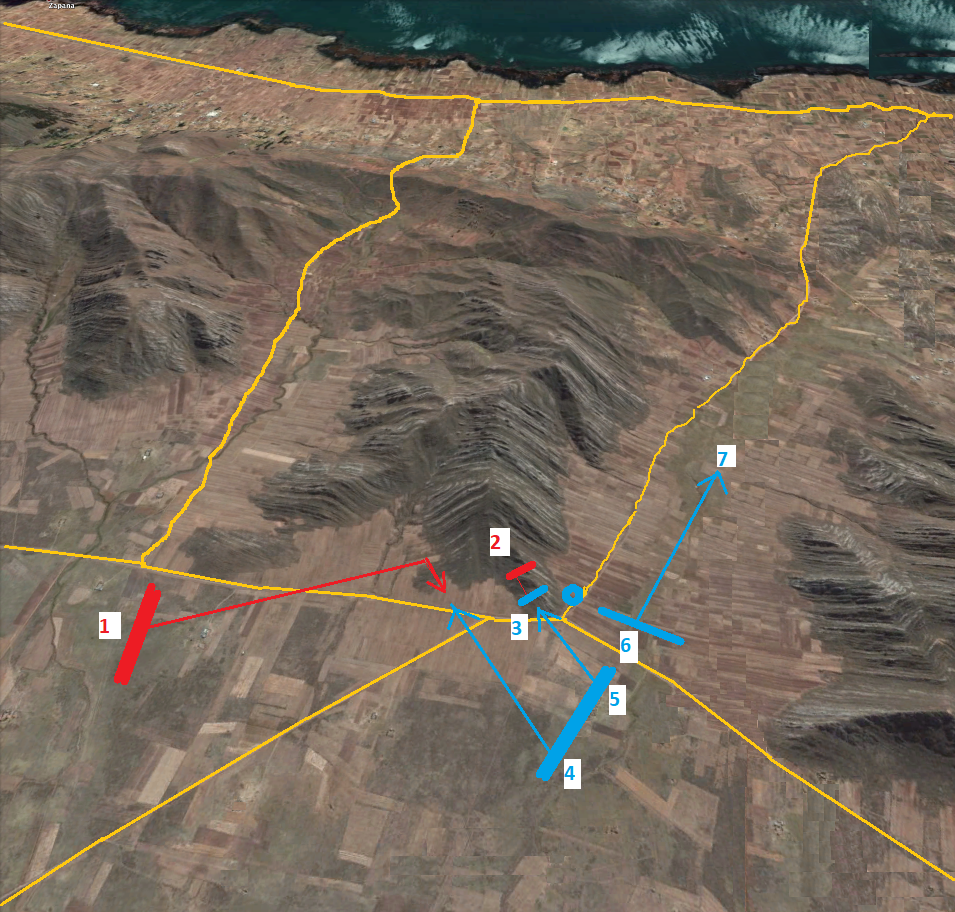
Situación 10:00 horas: 1 y 2) Ataque de Ramírez y su vanguardia; 3-5) Araoz sostiene su posición y recibe ayuda de Viamonte; 4) Díaz Vélez ataca a Ramírez; 6-7) Balbastro adelanta 4 compañías

Segunda fase: Con la aparición de Ramírez en la pampa a 500 metros del cerro, Viamonte ordenó a Díaz Vélez que se hiciera cargo de todo el combate por el dominio del cerro y sus alrededores. Así, a las dos horas de iniciada la batalla, Díaz Vélez, con los granaderos de Chuquisaca y una compañía de dragones a pie, con un obús y una culebrina de a 4,  entró en acción contra las fuerzas de Ramírez. Según Viamonte, se desarrolló entonces «la más formidable acción» que haya conocido. Después de dos horas de combate, pasado el mediodía, la infantería de Ramírez pareció flaquear y su caballería comenzó a retirarse. Díaz Vélez ordenó que la caballería del ejército auxiliar, superior en número a la de Ramírez, entrara en acción. Así se hizo pero, lamentablemente, esas fuerzas se dispersaron en acciones secundarias y no tuvieron ningún peso en la batalla. Entonces Díaz Vélez pidió refuerzos a Viamonte para acelerar el colapso del enemigo. La negativa de este daría lugar a que tanto Díaz Vélez como otros oficiales lo responsabilizaran a posteriori por el resultado de la batalla. La realidad era que, en ese momento, lo que quedaba del regimiento N.º 6 de Viamonte sumando el resto de la división de Díaz Vélez que no habían entrado en combate, se habían reducido a solo 300 hombres. Era la única reserva disponible que tenía Viamonte para hacer frente, por un lado, al combate todavía indeciso que conducía Díaz Vélez y, por el otro, a una nueva columna enemiga que apareció desde el norte marchando por la quebrada y las alturas occidentales de la misma rumbo al cerro y a la línea secundaria defendida por el batallón N.º 2 de Balbastro, que para entonces, ya estaba reducido a la mitad por una desafortunada decisión táctica de avanzar cuatro compañías hacia el centro de la quebrada.
Tercera fase: Para Viamonte, la presencia de estas fuerzas que venían del norte era una señal inquietante de lo que podía estar sucediendo al otro lado de la quebrada y cuya evolución desconocía por completo. Esta columna estaba al mando del mayor general Juan Pío de Tristán, primo de Goyeneche, y eran las mejores tropas del Real Ejército del Perú: el batallón de Puno, el Real de Lima, y una compañía de zapadores. Habían realizado una marcha de aproximación difícil, subiendo y bajando cerros a través de la cadena del Vilavila, sin perder la orientación ni agotarse en el esfuerzo. Cuando atacaron desde una posición más elevada por el lado derecho del cerro, la sorpresa y el aumento de bajas quebró la resistencia de los guerrilleros de Araoz que comenzaron a retroceder en completo desorden. Al bajar a la quebrada arrastraron consigo a las fuerzas de Balbastro que tampoco estaban en condiciones de sostener la posición si el enemigo dominaba las alturas. Lo mismo sucedió con las fuerzas de Díaz Vélez que también retrocedieron desordenadamente. Ante esta favorable situación, Ramírez ordenó la persecución del enemigo.
Cuarta fase: 
Por puro azar, los soldados que huían en desorden no se dirigieron hacia las tropas de la reserva al mando de Viamonte ubicadas en la pampa sino que pasaron lejos, por su derecha, rumbo a Jesús de Machaca. Esta reserva, descansada y en perfecto orden, pudo así rechazar con un violento fuego de fusilería a las tropas que venían en persecución, ya agotadas por tantas horas de marcha y combate. Ramírez suspendió la maniobra sin saber que enfrentaba a solo 300 soldados y un cañón y se dedicó a saquear el abandonado campamento del ejército auxiliar. Díaz Vélez y Araoz, adelantándose a las fuerzas que huían, lograron contenerlas y reorganizar a gran parte de estas. Se formó así una nueva línea a dos kilómetros de la posición inicial, detrás de las fuerzas de Viamonte. Cuando este ordenó a su vez la retirada de la reserva para que salieran del alcance del fuego enemigo que provenía del cerro, estas comenzaron a desorganizarse pero terminaron contenidas por esta segunda línea en formación. Hasta ese momento y teniendo en cuenta la sorpresa inicial, la situación no era tan grave. De unos 2100 soldados iniciales quedaban en la línea 1500, faltaban 600 de los cuales había que descontar 60 bajas por lo que eran 540, en su gran mayoría desertores, los que habían huido hacia Jesús de Machaca o se habían dispersado en los cerros aledaños. Pero lo más sorprendente y decisivo fue la conducta de una gran proporción de oficiales (capitanes, tenientes y subtenientes) que habían huido, algunos incluso antes de entrar en combate, y que pertenecían a las mejores unidades del ejército auxiliar.
Quinta fase: Mientras las tropas del ejército auxiliar se reorganizaban y descansaban en esta nueva línea de combate frente a un enemigo en actitud expectante, tuvieron que presenciar cómo el campamento era saqueado por el enemigo: municiones, carpas, mochilas, efectos personales y, especialmente, abrigos y comida. Antes del mediodía Viamonte había intentado infructuosamente localizar a Francisco del Rivero y su caballería que habían salido de Jesús de Machaca al amanecer rumbo al puente construido sobre el río Desaguadero, es decir, a no más de 10–11 km de la quebrada de Yuraicoragua. Rivero apareció recién a las cuatro, cuando caía la tarde. La relación entre Rivero y los jefes del ejército auxiliar nunca fueron buenas y resultó inexplicable que habiendo escuchado desde las primeras horas del día el accionar de la fusilería y cañones en la salida de la quebrada, no dedujera que el ataque sorpresivo de Goyeneche en ese lugar había reducido a nada el objetivo que tenía que alcanzar en el plan de Castelli. La presencia tardía de Rivero y sus 1500 hombres no alteró la situación. Con prudencia, Ramírez no comprometió sus fuerzas en la pampa. Sencillamente las subió a los cerros donde la caballería no tenía ninguna capacidad ofensiva.

### Combates en el centro de la quebrada

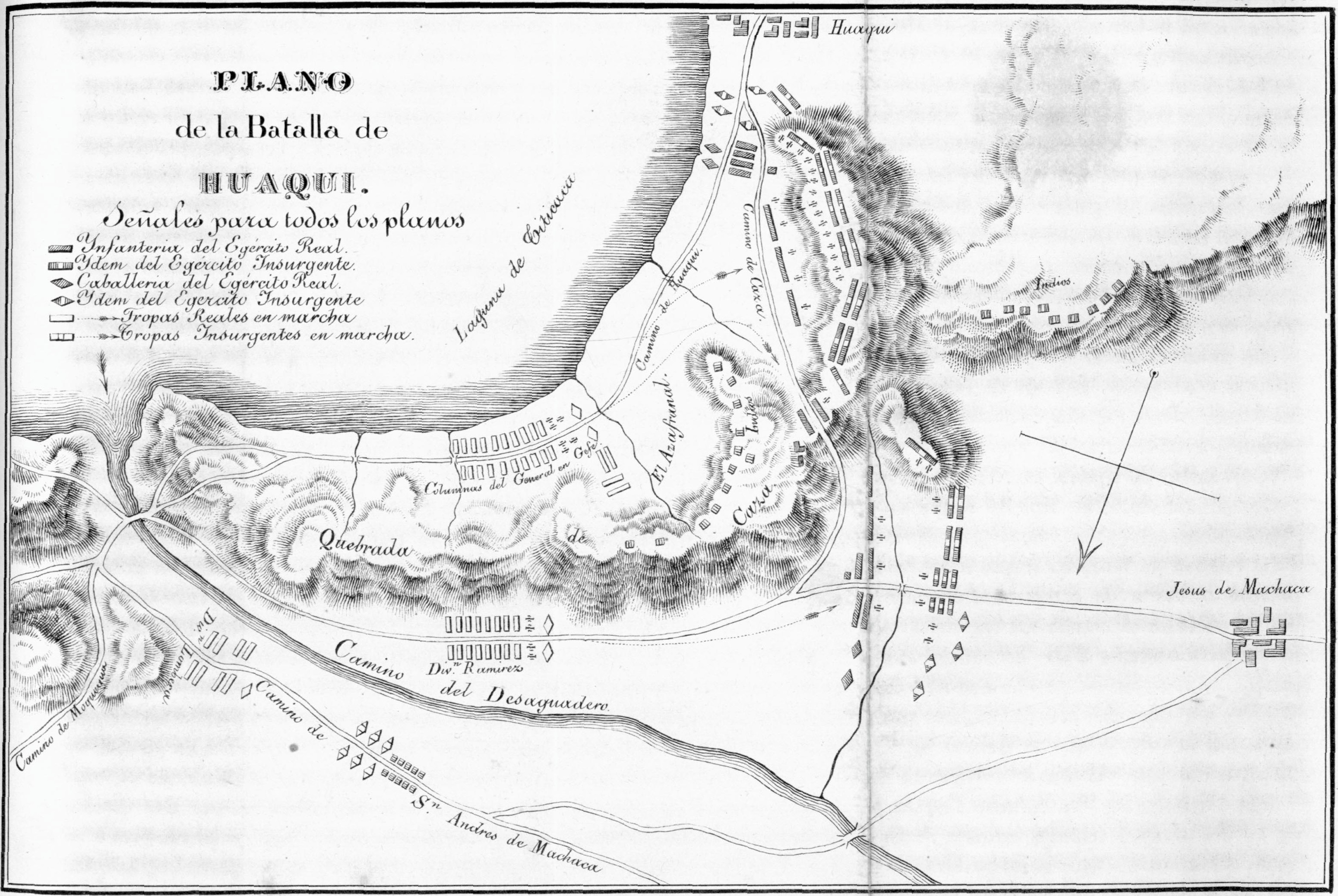
Plano ilustración de la batalla en Torrente, 1830, tomo I, p=186 con partes borradas, deficiencias topográficas y errores disposición de tropas

Ni bien el 2.º batallón del regimiento n.º 6 ocupó su posición mirando hacia el norte de la quebrada de Yuraicoragua para contener un posible ataque desde esa dirección, su comandante, el sargento mayor Matías Balbastro, envió patrullas adelantadas de observación que debían avanzar hasta unirse a una compañía de pardos y morenos que estaba posicionada desde la noche anterior en un cerro ubicado en la mitad de la quebrada. Balbastro envió además al capitán Eustoquio Moldes, con 26 dragones montados, que debían superar esa posición y avanzar hasta la entrada norte de la quebrada, es decir, hasta el lugar donde se abre a la pampa de Azafranal. Cuando Moldes llegó a su objetivo pudo constatar que ya las fuerzas enemigas al mando de Goyeneche, unos 2000 hombres, estaban avanzando por el camino Puente del Inca-Huaqui y que, paralelamente, otras fuerzas estaban subiendo a los cerros que dominaban la entrada occidental de la quebrada enviando guerrillas hacia el sur, es decir, contra la compañía de pardos y morenos. Significativamente Moldes, en su declaración del 19 de diciembre de 1811, en la Causa del Desaguadero, no mencionó haber visto a las fuerzas de González Balcarce que debían estar ubicadas a la derecha de su punto de observación. Después de avisar a Balbastro estas novedades se retiró del lugar ante el peligro de quedar aislado. Moldes no volvió por la quebrada ya que omitió en su declaración haberse cruzado con las cuatro compañías que avanzaban por ella rumbo al norte. Moldes perdió todo contacto con sus jefes y desapareció hasta las cinco y media de la tarde cuando se unió a lo que quedaba de las fuerzas de Viamonte y Díaz Vélez en momentos en que, desde su nueva posición, estos disponían la retirada hacia Jesús de Machaca.
Enterado Viamonte de lo que ocurría en la entrada norte de la quebrada tuvo que decidir si enfrentar a las fuerzas enemigas que se dirigían hacia el sur o replegar a Balbastro para reforzar el ataque en curso contra Ramírez. Tomó una decisión intermedia: ordenó a Balbastro que enviara la mitad de sus fuerzas, cuatro compañías o sea unos 400 hombres, más dos cañones, hacia el centro de la quebrada. El teniente coronel José León Domínguez, objetó diciendo que esas fuerzas eran muy escasas frente a las fuerzas que los informes había estimado en unos 1500 hombres y sugería que mejor era atacar con todo el batallón o, en su defecto, quedarse en el lugar en actitud defensiva. Balbastro respondió que esa era la orden de Viamonte. 
Estas cuatro compañías avanzaron lentamente en formación por la quebrada arrastrando los cañones cuando ya la compañía de pardos y morenos, que debía protegerlos desde los cerros de la izquierda, había sido desalojada. Casi de inmediato se enfrentaron con fuerzas que la cuadruplicaban en número, mejor posicionadas y que las atacaban de frente y por la izquierda. Se trataba del batallón de Puno y la compañía de zapadores de Tristán y una parte de las fuerzas del Real de Lima que luego giraría hacia el noreste para atacar el flanco izquierdo de Bolaños. Estas fuerzas prácticamente desintegraron a esas cuatro compañías. Los sobrevivientes se dispersaron trepando los cerros del lado este, porque las fuerzas enemigas, adelantándose por los cerros del lado oeste, ya habían cortado la quebrada más al sur aislándolos de Balbastro. De las cuatro compañías, solo la 5.ª pudo unirse a su jefe y continuar combatiendo, dos se dispersaron hacia Jesús de Machaca y Viacha y la 6.ª, al mando del capitán Bernardino Paz, se dirigió accidentalmente al norte, hacia el lugar donde Castelli, Balcarce y Bolaños estaban formando su línea defensiva. 
Este breve y desastroso combate, que tendrá importantes consecuencias ulteriores en el desarrollo de la batalla, no suele figurar en la historiografía sobre la batalla de Huaqui.

### Combates en el norte de la quebrada
El combate en la zona norte de la quebrada de Yuraicoragua fue considerado de dos maneras: los contemporáneos de la batalla entendieron que era el principal porque en ella participaron los jefes de los dos ejércitos. En cambio, los posteriores historiadores argentinos tendieron a restarle importancia porque en ella participaron mayoritariamente tropas del Alto Perú.

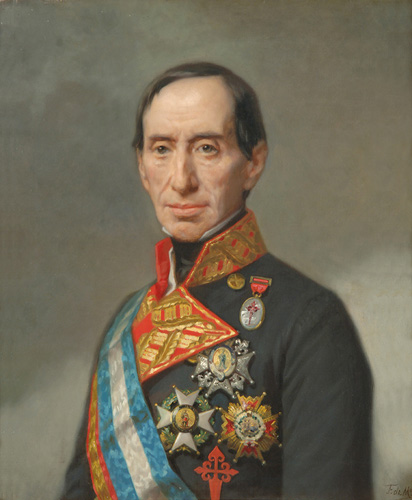
José Manuel de Goyeneche.

La división al mando de Bolaños, formada por los regimientos N.º 8 de infantería de Patricios de La Paz y el N.º 7 de infantería de Cochabamba, debía avanzar desde Huaqui hacia la entrada norte de la quebrada de Yuraicoragua y de allí atacar, por la pampa de Azafranal, las posiciones de Goyeneche en el Puente del Inca. El capitán Alejandro Heredia, custodiaba la quebrada con un fuerte destacamento de dragones y su misión era de seguridad adelantada. Colaboraba en esa tarea de vigilancia un observador ubicado en la torre de la iglesia de Huaqui provisto de un catalejo. El 20 de junio, a las 07:00 horas, el capitán Heredia escuchó disparos provenientes de la salida sur de la quebrada e inmediatamente envió un mensajero hacia Huaqui, distante 8 km. En su frente, hacia el oeste, una densa bruma cubría la pampa de Azafranal. A las 07:30, saliendo de la nada, aparecieron las fuerzas principales de Goyeneche que avanzaban con dirección a Huaqui. En su marcha de aproximación este había ido destacando guerrillas cada vez más importantes sobre las cimas del Vilavila.
Los dos regimientos de infantería que iban a enfrentar a las fuerzas de Goyeneche en el sector norte de la quebrada tenían serios problemas. La mayoría de los oficiales del regimiento N.º 8 de La Paz ya habían combatido y habían sido derrotados en esa zona por Goyeneche, en 1809. Sabían de la capacidad de las fuerzas peruanas y de sus represalias. Pero el actual regimiento paceño era de reciente formación, heterogéneo y del cual se sacaban permanentemente soldados para otras unidades. Tenía un alto porcentaje de deserción por la proximidad con la zona donde los soldados habían sido reclutados. Sus oficiales, pese a su experiencia y voluntad, sabían de estas debilidades y tenían serias dudas sobre el resultado de la operación que se estaba proyectando. Su comandante, el experimentado sargento mayor paceño Clemente Diez de Medina, el que mejor conocía la topografía del teatro de operaciones, fue el que se animó, en la reunión final del 17 de junio, a apoyar a Montes de Oca argumentando que no era conveniente atacar a Goyeneche por la posición ventajosa que ocupaba y los 7000 hombres que tenía. Muchos pensaban lo mismo pero callaron para no aparecer como cobardes. La respuesta tajante de Castelli fue que la reunión era para ver la mejor forma de atacar, no para discutir si se atacaba o no, decisión que ya estaba tomada. El 12 de junio, ocho días antes de la batalla, el veterano José Bonifacio Bolaños había sido nombrado comandante de la división formada por los regimientos N.º 7 y N.º 8. Desde ese día y hasta el 19 junio intentó interiorizarse del estado operativo mediante ejercicios intensos para elevar la falta de pericia militar y el animo de oficiales y soldados. Sin embargo, tal fue su consternación ante la evaluación que pidió 400 hombres del regimiento N.º 6, el mejor del Ejército Auxiliar, para crear un núcleo fuerte dentro del regimiento N.º 8, lo que no pudo conseguir. Así, teniendo "cada día [...] menos esperanza de que [su división] fuera capaz de batir al enemigo" se acercó la fecha del sorpresivo ataque de Goyeneche. El día anterior, Bolaños recorrió lo que sería presumiblemente el campo de batalla hasta llegar casi a las avanzadas de Goyeneche. No vio nada anormal salvo una lejana polvareda que le hizo suponer que el enemigo estaba juntando los caballos, hecho que informó a sus superiores.
A las siete de la mañana, la llegada de noticias que envió Viamonte desde el sur produjo una sorpresa total en el campamento de Huaqui. Para una división que estaba tan cerca del enemigo y que debía marchar al frente ese mismo día esto no era normal. Bolaños intentó formar a sus regimientos en la plaza para arengarlos antes de iniciar la batalla pero en ese momento llegó la orden de Balcarce de que debían salir inmediatamente hacia la entrada de la quebrada de Yuraicoragua antes de que lo ocupara el enemigo. La artillería, con las mulas de tiro todavía dispersas, tuvo que ser arrastrada hacia el frente por lanceros que fueron desarmados para tal fin.
Los dos regimientos emprendieron la marcha de aproximación a paso vivo y en total desorden. En la confusión algunos oficiales bisoños desaparecieron abandonando a sus tropas. Cansados, después de más de una hora de marcha forzada recorriendo siete kilómetros y sin conservar sus formaciones, los soldados fueron ocupando sus posiciones. Al comenzar la batalla solo estaban la mitad de los 1500 a 2000 soldados. Pese a todo, el lugar donde se desplegaron ofrecía buenas ventajas topográficas. Frente a la línea de avance de Goyeneche se levantaba una elevación que en forma de suave muralla se extendía en forma perpendicular al lago Titicaca y las serranías del Vilavila cerrando la pampa de Azafranal y el camino hacia Huaqui. El único punto débil estaba hacia el sur, donde comenzaban los cerros del Vilavila, que si eran ocupados por el enemigo le permitiría atacar de flanco y amenazar la retaguardia. Balcarce no tomó ninguna medida al respecto.
A las 9 de la mañana, viendo el despliegue enemigo y teniendo en cuenta el fuerte combate que se desarrollaba en el sur de la quebrada, Goyeneche tomó una decisión fundamental. Dividió sus fuerzas en dos columnas. La de la derecha, al mando de su primo Juan Pío de Tristán, compuesta por las mejores tropas, el Real de Lima, el batallón de Puno, una compañía de zapadores y un cañón debían subir al Vilavila y sumarse a las guerrillas que ya operaban en los cerros. Tenía un doble objetivo, en primer lugar, flanquear desde las alturas a las fuerzas de Viamonte y Díaz Vélez al sur de la quebrada y, en segundo lugar, atacar desde los cerros el ala izquierda de las fuerzas de Balcarce. Con esta maniobra, Goyeneche cambió el eje principal de la batalla, lo llevó desde la pampa de Azafranal a los cerros del Vilavila.
El primer objetivo tuvo sus primeros frutos cuando sorprendió y desintegró, en plena quebrada, a los cuatro batallones que Balbastro había enviado cumpliendo órdenes de Viamonte. El problema principal que enfrentó la columna de Pío Tristán fue vencer las dificultades topográficas del Vilavila: no perder la orientación y superar el esfuerzo de subir y bajar cerros manteniendo la rapidez en la ejecución táctica. Por el otro extremo de su línea de ataque, Goyeneche envió al regimiento de Cuzco para que atacara en una pequeña franja de terreno entre la ventajosa posición ocupada por el enemigo y el lago Titicaca. En el centro, tres compañías tenían como objetivo un ataque de demostración para aferrar al enemigo.
Los problemas en las fuerzas de Bolaños comenzaron en su ala izquierda debido a una sucesión de hechos de diverso origen:
- La sorpresiva aparición por el Vilavila de las tropas de Bernardino Paz que venían huyendo de la derrota en la quebrada de Yuraicoragua y que a los gritos decían que toda la división estaba muerta o prisionera o que habían sido cortados.
- Detrás de estas fuerzas aparecieron las primeras guerrillas de Pio Tristán que produjeron algunas bajas.
- Solo había pasado media hora de combate cuando cesó el fuego de la artillería debido a la descompostura de los cañones. Esto afectó a la infantería que se sintió desprotegida frente al enemigo. Cuando Bolaños quiso enviar dos cañones en reemplazo ya no pudo conseguir quien lo hiciera ni los protegiera.
- Los soldados, pálidos y casi paralizados, comenzaron a esconderse entre las piedras o ponían pretextos para no disparar. Resultaron inútiles las órdenes, ruegos y amenazas para que cumplieran las órdenes. El terror había quebrado la cadena de mandos.

Bastó entonces que un reducido número de soldados corriera hacia la retaguardia para que todos, contagiados por el pánico, hicieron lo mismo, abandonando armas, equipos y hasta sacándose el uniforme.

"[...] cuando llegué a la cima del cerro miro con dolor huyendo toda mi línea que constaba de 1200 hombres puestos en vergonzosa fuga". José Bonifacio Bolaños en (Bolaños, 1912, p. 79)

 A mediodía, y salvo un pequeño grupo de exsoldados de Nieto que se pasaron al enemigo, el resto había huido en tropel hacia Huaqui. En el camino se mezclaron con las débiles fuerzas de reserva al mando de Montes de Oca que avanzaban hacia el frente con cuatro cañones y las desorganizaron completamente. Esa reserva abandonó la artillería y también se dispersó hacia Huaqui.
Castelli y Balcarce, que observaban lo que sucedía desde un cerro ubicado a la izquierda, enviaron a los oficiales que los acompañaban para intentar detenerlos. Al quedar solos temieron ser capturados por las guerrillas del Real de Lima que se estaban aproximando y decidieron retirarse, no hacia Huaqui sino hacia el sur, para unirse a Viamonte o Rivero en Jesús de Machaca. Así terminó la batalla en el lado norte de la entrada a la quebrada de Yuraicoragua.

## Consecuencias
Mientras tanto en el Virreinato del Perú, el mismo 20 de junio de 1811 estalló la revolución que había sido convenientemente preparada. El caudillo tacneño Francisco Antonio de Zela previamente se había puesto de acuerdo con Castelli conviniendo que mientras él llevaría la revolución a Tacna el ejército rioplatense avanzaría hacia el Perú para iniciar la campaña para independizarlo de la Corona española. Pero la derrota de Huaqui dio por tierra cualquier movimiento revolucionario planeado en el virreinato peruano.
La gran impresión que causó en la Junta Grande de Buenos Aires esta derrota militar —por la pérdida de todo el armamento— obligó a que su Presidente, el general Cornelio Saavedra, se dirigiera a las provincias del norte a fin de recomponer la situación. Pero esta debilidad fue utilizada por el grupo revolucionario afín a Mariano Moreno para destituirlo del mando y desterralo creando el Primer Triunvirato.
Tanto el comandante en jefe político, Castelli, como el comandante militar, González Balcarce, fueran relevados y juzgados. Lo mismo le sucedió al coronel Viamonte, acusado de no involucrar a los 1500 efectivos a su mando en la contienda.
Otra consecuencia fue que se pactase una tregua con Montevideo, por el temor del gobierno de Buenos Aires a verse atacado en dos frentes al mismo tiempo.
La derrota de los rioplatenses en Huaqui fue de tal magnitud que a la pérdida momentánea de las provincias del Alto Perú se añadió la debilidad que se instaló en el norte que quedó expuesto a una posible invasión de las fuerzas realistas.